# Racekiela sheilae
Racekiela sheilae är en svampdjursart som beskrevs av Volkmer-Ribeiro, de Rosa-Barbosa och Tavares 1988. Racekiela sheilae ingår i släktet Racekiela och familjen Spongillidae.
Artens utbredningsområde är havet utanför Brasilien. Inga underarter finns listade i Catalogue of Life.